# Экстремальные ландшафты
Экстремальные ландшафты — ландшафты, характеризующиеся низкими показателями теплообеспеченности и/или влагообеспеченности и в силу этого являющиеся непригодными для обитания большинства организмов, а способы в них существовать вырабатывают специальные приспособления для защиты от экстремальных условий среды.
К экстремально холодным ландшафтам относятся:
1. полярные ледниковые ландшафты (Антарктида (14 млн кв. км), Гренландия, острова Северного Ледовитого океана — северный остров Новой Земли, Шпицберген, Земля Франца-Иосифа, Северная Земля, острова Де-Лонга);
2. полярные внеледниковые ландшафты — арктические и антарктические пустыни (распространены на островах Северного Ледовитого океана, на Антарктическом полуострове);
3. субарктические ландшафты — тундры (образуют протяженные пояса в Северной Америке и Евразии);
4. бореально-субарктические ландшафты — лесотундровые, лесолуговые и луговые
5. высокогорные ландшафты (Гималаи, Кордильеры, Арктические Кордильеры, Анды и т. д.).

К экстремально сухим относятся ландшафты пустынь:
1. субборельные аридные и экстрааридные ландшафты (пустыни и полупустыни умеренного пояса);
2. субтропические аридные и экстрааридные ландшафты (пустыни и полупустыни субтропического пояса);
3. тропические экстрааридные (тропические пустыни).

Суббореальные аридные (полупустынные) ландшафты распространены в Евразии (континентальные сектора) и Южной Америке (Патагония). Основные подтипы: казахстанские полупустынные; центральноазиатские полупустынные; южноамериканские полупустынные (патагонские).
Суббореальные экстрааридные (пустынные) ландшафты распространены на двух континентах — в Евразии и в Северной Америке. Подтипы: туранские пустынные ландшафты (равнины и горы Средней Азии); центральноазиатские пустынные ландшафты внутриконтинентальные впадины — Таримская, Кашгарская и плоскогорья Гоби, Бэйшаня, Алашаня); североамериканские пустынные ландшафты.
Субтропические аридные и экстрааридные ландшафты. Распространены на всех континентах, кроме Антарктиды. Их география:
- Евразия — Средиземноморье и Передняя Азия (часть Пиренейского п-ова, часть Сицилии, Анатолийское плоскогорье, Армянское нагорье, Си-рия, Иранское нагорье, Восточное Закавказье, Регистан);
- Африка — северная часть (североафриканский или предсахарский подтип — Атлас, Алжир, Тунис, Египет) и южная часть (южноафриканский подтип — юг пустыни Намиб, Йоханнесбург);
- Северная Америка — восточные (юг Великих равнин и юго-запад Примексиканской низменности) и западные (Калифорнийская впадина);
- Южная Америка — к востоку от Анд и к западу от Пампы (между 27 и 40 градусами ю. ш.);
- Австралия (к северу от Большого Австралийского залива и в бассейне Муррея).

Тропические экстрааридные ландшафты занимают значительные площади по всему земному шару. География ареалов распространения:
- Евразия (Аравийский полуостров, северное побережье Персидского залива до Индостана, включая низовья Инда, Месопотамия);
- Африка (североафриканские — Сахара, южноафриканские — Намиб);
- Северная Америка (Мексиканское нагорье);
- Южная Америка (центральноандийское нагорье — Пуна, прибрежные пустыни — Сечура, Атакама);
- Австралия (центральная часть материка).